# Phyllophaga falsa
Phyllophaga falsa är en skalbaggsart som beskrevs av Leconte 1856. Phyllophaga falsa ingår i släktet Phyllophaga och familjen Melolonthidae. Inga underarter finns listade i Catalogue of Life.